# Лідін Володимир Германович
Володи́мир Ге́рманович Лі́дін (справжнє прізвище: Го́мберг; *15 лютого 1894 — †27 вересня 1979) — російський письменник-прозаїк часів Російської імперії та СРСР єврейського походження, бібліофіл, педагог. Автор оповідань, повістей, мемуарів, нарисів, публіцистичних статей і 17 романів. Товариш Іллі Еренбурга.

## Біографія
Народився 15 лютого (3 лютого — за старим стилем) 1894 року у Москві в родині службовця експортної контори єврейського походження. 
Початкову освіту отримав у Лазаревському інституті східних мов у Москві.
У 1916 (за іншою версією — у 1915) році — закінчив юридичний факультет Московського університету.
У 1918-1921 роках служив добровольцем у Червоній армії. Згодом — працював в Реввоєнраді РСФРР. 
У лютому 1923 року померла перша дружина Лідіна — Олена Олександрівна.
У 1928 році відвідав Париж і подорожував по Бретані разом з подружжям Еренбургів та Савичів.
У 1930-х роках — подорожував по СРСР, зокрема, по Далекому Сходу.
У 1931 році був свідком ексгумації тіла Миколи Гоголя з могили на кладовищі московського Свято-Данилова монастиря. Побачене, зокрема, відсутність черепа письменника, описав у спогадах.
З 1941 по 1943 рік — кореспондент газети «Известия». 
У 1943 році Сталіну не сподобався один з нарисів Лідіна — письменника призначили у фронтову газету, а його твори — три роки не друкували (по 1946 рік).
З 1950-го по 1970-ті роки — викладав у Літературному інституті у Москві.
Член Спілки письменників СРСР (з 1934 року), член Правління московського відділення Спілки письменників РРФСР, заступник голови Літературного фонду СРСР.

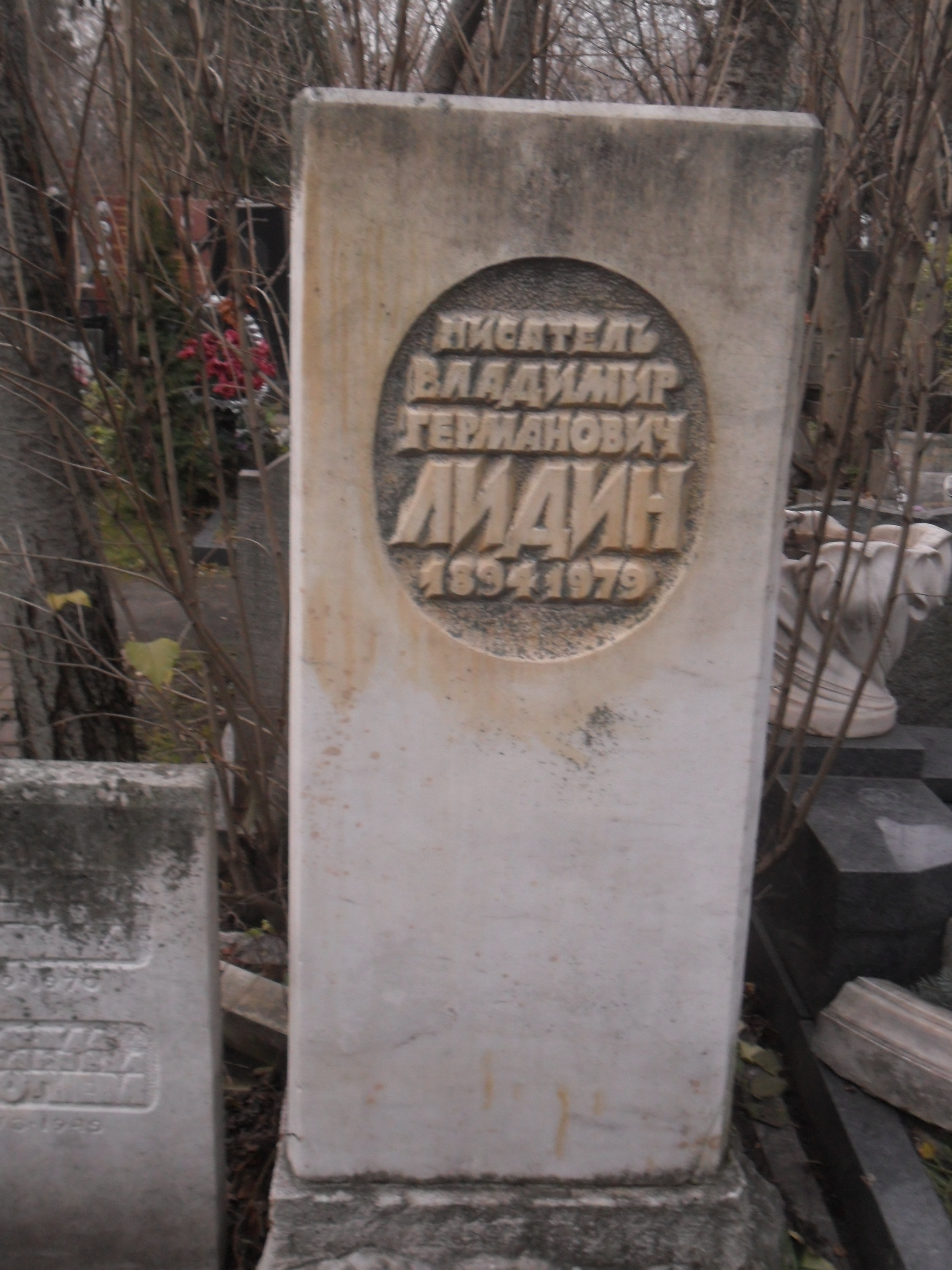
Могила Лідіна на Новодівичому цвинтарі у Москві
Ліворуч — надгробок на могилах дружини і тещі письменника
2013

Помер 27 вересня 1979 року у Москві.
Похований — на Новодівичому цвинтарі. Поруч із другою дружиною, Марією Олександрівною Лідіною (*1899 — †1970), та тещею, Надією Василівною Коротнєвою (*1873 — †1949).

## Творчість

### Ранні твори
Писати почав із 14 років.
У 1908 році у журналі «Весна» вийшли перші твори письменника — оповідання «Весна» (рос. «Весна») і «Житейське» (рос. «Житейское»).
Друкувався також у виданнях Лазаревського інституту східних мов — збірниках «Первые опыты» (1909) і «Вопросы юности» (1910). У них вийшли оповідання «Вночі» (рос. «Ночью») та «Перша радість» (рос. «Первая радость»).
На ранні твори вплинула творчість Антона Чехова та Івана Буніна.
З 1912 року — друкувався у журналах «Путь», «Солнце России», «Аргус», «Новая жизнь», «Свободный журнал», «Русская мысль», «Современник», «Новая Россия», «Красная новь», «Звезда», «Русский современник», «Новый мир», у газеті «Известия ВЦИК», у збірках «Утренники», «Лирический Круг», «Наши дни», «Рол», «Новые берега», «Охотничий рог» та інших.
У 1916 році вийшли перша збірка оповідань «Трин-трава» (рос. «Трын-трава»). Цього ж року — збірка «Вороні коні» (рос. «Вороные кони»).
У 1917 — повість «Порожня вода» (рос. «Полая вода»).
Взимку з 1917 на 1918 рік у Москві познайомився і потоваришував з письменником Іллею Еренбургом. Згодом — написав спогади про Еренбурга «Від Бретані до Пензи» (рос. «От Бретани до Пензы»).

### 1920-ті
У 1922 — вийшла повість «Курга-баба» (рос. «Курга-баба»).
У 1923 — «Повісті про багато днів» (рос. «Повести о многих днях») і збірка оповідань «Мишині будні» (рос. «Мышиные будни»). Обидві — про Жовтневий переворот і громадянську війну.
У 1924 році під редакцією Лідіна вийшла книга автобіографій белетристів «Літературна Росія» (рос. «Литературная Россия»). У 1926 — «Письменники» (рос. «Писатели»).
У 1925 році опублікував збірку оповідань «Норд» (рос. «Норд») і «Блакитне і жовте» (рос. «Голубое и желтое»). 
У 1926 — романи «Йдуть кораблі» (рос. «Идут корабли») і «Великий материк» (рос. «Великий материк»). 
У 1927 — збірку нарисів «Шляхи і версти» (рос. «Пути и вёрсты») і роман «Відступник» (рос. «Отступник»), присвячений рокам НЕПу.

### 1930-ті
У 1930 — опублікував збірку нарисів «Путина» (рос. «Путина»).
У 1931 — повість «Шукачі» (рос. «Искатели»).
У 1932 — книгу оповідань і нарисів «Про Далекий Схід» (рос. «О Дальнем Востоке») і роман «Могила невідомого солдата» (рос. «Могила неизвестного солдата»). 
У 1933 — роман «Великий, або Тихий» (рос. «Великий, или Тихий»).
У 1938 — повість «Велика ріка» (рос. «Большая река»), присвячену проблемі пошуків джерел води в районі вічної мерзлоти.

### 1940-ві
У 1940 — опублікував збірник «Дорога на Захід» (рос. «Дорога на Запад»).
У 1942 — збірник нарисів «Зима 1941 року» (рос. «Зима 1941 года»). У книзі є також його нариси, написані для газети «Известия».
У 1943 — збірник оповідань «Просте життя» (рос. «Простая жизнь»).
Написав нарис «Тальне» (рос. «Тальное») про винищення євреїв однойменного українського міста для так і не виданої в СРСР «Чорної книги» (робота над збіркою тривала з 1944 по 1946 рік) про Голокост. Книга вийшла у 1980 році у Єрусалимі.
У 1947 році вийшла повість «Вигнання» (рос. «Изгнание»).

### 1950-ті
У 1950 — вийшов роман «Два життя» (рос. «Две жизни»).
У 1957 — книга спогадів «Люди і зустрічі» (рос. «Люди и встречи») і збірка «Далекий друг» (рос. «Далекий друг»).
У 1959 — збірка оповідань «Нічні поїзди» (рос. «Ночные поезда»).

### 1960-ті
У 1962 — вийшла збірка оповідань «Дорога журавлів» (рос. «Дорога журавлей») і збірка про власну бібліотеку письменника «Друзі мої — книги» (рос. «Друзья мои — книги»). 
У 1963 — збірка оповідань «Шум дощу» (рос. «Шум дождя»).

### Останні роки
У 1970 — вийшла збірка «Приліт птахів. Оповідання 1954-1961» (рос. «Прилёт птиц. Рассказы 1954-1961»).
У 1978 — збірка «Відображення зірок. Оповідання 1974–1976» (рос. «Отражения звезд. Рассказы 1974–1976»).
У 1980 році, посмертно — збірка оповідань 1978-1979 років «Танення снігів» (рос. «Таяние снегов»).
Твори перекладено мовами народів СРСР, зокрема, й українською.

## Нагороди
- два Ордена Трудового Червоного Прапора
- орден «Знак Пошани»
- медалі[18]

## Образ у мистецтві
- Лідіну присвячена епіграма Володимира Маяковського «(На В. Г. Лідіна»)» (рос. «(На В. Г. Лидина»)»):

| Якщо Лєсков біля Толстого клоп, То який же потрібен мікроскоп, Щоб було б видно Володимира Лідіна? Оригінальний текст (рос.) Если Лесков близ Толстого клоп, То какой же надобен микроскоп, Чтоб был бы виден Владимир Лидин? |
| |

- Лідіну присвячена епіграма Олександра Безименського «В. Лідін» (рос. «В. Лидин»)»):

| Талановитості прикмет — Немає. Оригінальний текст (рос.) Талантливости примет — Нет. |
|                                                                                      |

### 1910-ті
- Счастье. Рассказ // Путь. — 1912. — № 7. — С. 28—32.
- В чаду вечернем... (Из настроений усталой женщины)// Московская газета. — 1912. — 22 жовтня.
- Плен. Рассказ // Путь. — 1913. — № 3. — С. 20—26.
- Холодные дни. Повесть // Хмель. — 1913. — № 3. — С. 4—12.
- Призраки сердца. Повесть // Хмель. — 1913. — № 4—6. — С. 2—21.
- Ротмистр. Рассказ // Всемирная панорама. — 1913. — № 231. С. 3—11.
- Старый дом. Рассказ // Солнце России. — 1913. — № 9. — С. 6—10.
- Мертвый ключ. Рассказ // Всемирная панорама. — 1913. — № 237. — С. 1—7.
- Прошлое. Рассказ // Солнце России. — 1913. — № 23. — С. 5—8.
- Шкуна капитана Брауна. Рассказ // Аргус. — 1913. — № 12. — С. 37—45.
- Фризовая шинель. Рассказ // Аргус. — 1914. — № 13.
- Мое платье. Рассказ // Мир женщины. — 1914. — № 5. — С. 2—3.
- Миниатюры: Золотой браслет. Последнее // Мир женщины. — 1914. — № 8. — С. 1—3.
- Царевна // Лукоморье. — 1914. — № 8. С. 1—6.
- Ощущения. Рассказ // Мир женщины. — 1914. — № 11. — С. 3—5.
- Заря. Рассказ // Мир женщины. — 1914. — № 17. — С. 14—17.
- Журавлиный крик // Лукоморье. — 1915. — № 3. — С. 8—12.
- Ковыль. Рассказ // Мир женщины. — 1915. — № 2. — С. 1—2.
- Зося. (Из рассказов, писанных на столике в кафе) // Мир женщины. — 1915. — № 6. — С. 1.
- Никогда. Рассказ // Русская иллюстрация. — 1915. — № 12. — С. 1—3.
- Болото. Рассказ // Русская иллюстрация. — 1915. — № 20. — С. 1—2.
- Из рассказов, писанных на столике в кафе // Мир женщины. — 1915. — № 11. — С. 7.
- Старинный роман. Рассказ // Русская иллюстрация. — 1915. — № 25. — С. 4—6.
- Алое солнце. Рассказ // Мир женщины. — 1915. — № 17. — С. 9.
- Святополк Окаянный. Рассказ // Новый журнал для всех. — 1916. — № 1. — С. 11—13.
- Летний шторм. Рассказ // Утро России. — 1916. — 1 квітня.
- Подагра. Рассказ // Ежемесячный журнал. — 1916. — № 5. — С. 53—60.
- В шалаше // Новая жизнь. — 1917. — Січень. — С. 85—94.
- Трын-трава. — М.: Северные дни, 1916.
- Вороные кони. Рассказы. — Петербург: Новая книга, 1916. — 167 с.
- Полая вода. — М.: Северные дни, 1917.
- Заря // Рампа и жизнь. — 1917. — № 10—11. — С. 4.
- Табачный дым. Рассказ // Современный мир. — 1917. — № 4—6. — С. 55—69.
- Хитрая выдумка // 20-й век. — 1917. — № 22. — С. 12—13.
- Олень. Рассказ // Путь. — 1918. — № 1. — С. 3—6.
- Мёд // Сполохи. Книга 12. — М., 1918. — С. 54—72.
- Угра — Веселая. Рассказ // Вестник Воронежского округа путей сообщения. — 1919. — № 6—7. — С. 7—11.
- Семнадцатый год. (Отрывок из романа) // Стихи и проза о русской революции. Сборник 1-й. — Киев, 1919. — С. 70—75.

### 1920-ті
- Отрывок из повести «Суземы» // Утренники. Книга 1. — Петербург, 1922. — С. 53-54.
- Спутник. Рассказ // Рупор. — 1922. — № 2. — С. 7-9.
- Моря и горы. Рассказы 1917-1918. — М.: Северные дни, 1922. — 110 с.
- Хозяин. Рассказ // Северные дни. Сборник 2. — М., 1922. — С. 31-49.
- Апрель // Московский альманах. — Берлин, 1922. — С. 137-172.
- На путях. Повесть // Одиссея. Книга 1. — Берлин, 1922. — С. 27-59.
- Отрывок // Новости. — 1922. — 30 жовтня.
- На путях. Повесть // Рол. Сборник 1. — М., 1923.
- Повести о многих днях. — Берлин: Огоньки, 1923. — 110 с.
- Морской сквозняк. Повесть. — М.-Петербург: Изд-во Л.Д.Френкель, 1923. — 162 с.
- Мышиные будни. — М.-Берлин: Геликон, 1923. — 95 с.
- Будда. Рассказы. — М.-Петербург: Изд-во Л.Д.Френкель, 1923. — 30 с.
- Шестая дверь. — Берлин: Книгоиздательство писателей в Берлине, 1923. — 65 с.
- Европа танцует... // Россия. — 1923. — № 5. — С. 2-7.
- Господин Доллар // Россия. — 1923. — № 7. — С. 19.
- Повесть временных лет. Рассказ // Рефлектор. — 1923. — № 3. — С. 1—2.
- Курга-баба. Повесть эпическая // Эпопея (Берлин). — 1923. — № 4. — С. 42—60.
- Варя. Рассказ // Огонек. — 1923. — № 19. — С. 1—4.
- Осенний вечер. Из повести // Огонек. — 1923. — № 30. — С. 1—4.
- Испания. Рассказ // Огонек. — 1923. — № 35. — С. 4—5.
- Суземы. Рассказ // Рефлектор. — 1923. — № 8—9. — С. 10—11.
- Молодая зима. Рассказ // Прожектор. — 1923. — № 22. — С. 11—14.
- Из книги «Великий материк». Отрывок из романа // Красная нива. — 1923. — № 52. — С. 2—6.
- Венера штата Огейро. (Из книги «Великий материк») // Заря Востока. — 1924. — 26 червня.
- На цветущей земле. — М.: Новые вехи, 1924.
- Земля мужицкая // Известия. — 1924. — 25 липня.
- Одна ночь. Повесть // Рол. Сборник 3. — М.—Ленинград, 1924. — С. 59-112.
- Норд-ост. Из книги «Повесть временных лет» // Огонек. — 1924. — № 43. — С. 2-4.
- Северная кукольница. Очерк // Огонек. — 1924. — № 50. — С. 11.
- Венера штата Огейро. (Из книги «Великий материк») // Прожектор. — 1925. — № 2. — С. 18—22.
- О хрустальном начале. Рассказ // Красная нива. — 1925. — № 6. — С. 128-135.
- Восстание портных. Рассказ // 30 дней. — 1925. — № 3. — С. 27—32.
- Великий книжник. Рассказ // Огонек. — 1925. — № 16. — С. 7—9.
- Голубое и жёлтое. — М.: Пучина, 1925. — 173 с.
- Норд. — Ленинград: Лен. гос. изд., 1925. — 207 с.
- Рассказы о двадцатом годе. — М.: Огонек, 1925. — 64 с.
- Горит земля. — М.: Правда, 1925. — 61 с.
- Два Запада // Заря Востока. — 1925. — 9 серпня.
- Два Запада // Ленинградская правда. — 1925. — 11 серпня.
- Европа // Известия. — 1925. — 27 вересня.
- По молодой Италии. Очерки // Огонек. — 1925. — № 40. — С. 12.
- В начале жизни // Комсомольская правда. — 1926. — 6 січня.
- Люди земли и воды. Рассказы. — Харьков: Пролетарий, 1926. — 248 с.
- Великий материк. М.-Л.: Гос. изд., 1926. — 178 с.
- Идут корабли. Роман. М.-Л.: Гос. изд., 1926. — 221 с.
- Рыбаки. — М.: Огонек, 1926. — 53 с.
- Встреча [с Симоном Петлюрой]. Очерк // Огонек. — 1926. — № 29. — С. 5.
- Поход [кораблей Балтфлота к берегам Швеции]. Очерк // Прожектор. — 1926. — № 16. — С. 6-7.
- Поход [кораблей Балтфлота к берегам Швеции]. Очерк // Заря Востока. — 1926. — 1 вересня.
- О детстве // Красная газета. — 1926. — 28 листопада.
- Разговор в отеле «Бельвю». [Глава 8 из романа 25-ти писателей «Большие пожары»] // Огонек. — 1927. — № 8. — С. 6-7.
- Сын человека. Рассказы. — М.-Л.: Гос. изд., 1927. — 160 с.
- Сын человека. Рассказы /2-е из. — М.-Л.: Гос. изд., 1927. — 155 с.
- Идут корабли. Роман / 2-е изд. —  М.-Л., 1927. — 216 с.
- Пути и версты. — Л.: Прибой, 1927. — 188 с.
- Начало жизни // Народный учитель. — 1928. — № 1—2. — С. 6—8.
- Марина Веневцева. — М.: Огонек, 1928. — 44 с.
- Собрание сочнений. В 6 т. — М.-Ленинград, 1928-1930.
- Рассказы. — М.: Огонек, 1929. — 40 с.
- Маркел Шевелев. Рассказ // Огонек. — 1929. — № 11. — С. 6.
- Выстрел. Рассказ // Красная новь. — 1929. — № 3. — С. 51-64.
- Гранит. Рассказ // Красная нива. — 1929. — № 23. — С. 5.
- Огонь. Рассказ // Прожектор. — 1929. — № 16. — С. 11-12.
- Маневры // Известия. — 1929. — 5 жовтня.

### 1930-ті
- Искатели. Роман. — М.: Федерация, 1930. — 248 с.
- Путина. — М.: Федерация, 1930. — 80 с.
- Изгнание // Красная нива. — 1930. — № 4. — С. 2-3.
- На путине // Прожектор. — 1930. — № 14. — С. 14—15.
- Битва. Повесть // Земля и фабрика. Альманах. Книга 9. — М., 1930. — С. 5-220
- Отступник. Роман / 2-е изд. [С отзывами прессы]. — М.: Федерация, 1931. — 320 с.
- Поход. Из дневника. (У змісті випуску: «В походе») // ЛОКАФ. — 1932. — № 6. — С. 37—42.
- Могила неизвестного солдата. — М.—Л.: Гослитиздат, 1932. — 192 с.
- О Дальнем Востоке. — М.: Федерация, 1932. — 80 с.
- Великий или Тихий. Роман. — М.: Советская литература, 1933. — 304 с.
- Мужество. — М.: Жургазобъединение, 1934. — 48 с.
- Рассказы. Избранные. 1921—1933. — М.: Советская литература, 1934. — 160 с.
- Избранные рассказы. — М.: Гослитиздат, 1935. — 287 с.
- Могила неизвестного солдата. — М.: Гослитиздат, 1935. — 240 с.
- Искатели. Роман / 3-е изд., переработ. авт. — М.: Советский писатель, 1935. — 208 с.
- Сын. Роман. — М.: Гослитиздат, 1936. — 224 с.
- Владимир Леонтьевич Комаров. Кандидат в депутаты Верховного Совета СССР по Дзержинскому округу г. Москвы. — М.: Молодая гвардия, 1937. — 16 с.
- Большая река. — М.: Гослитиздат, 1938. — 280 с.
- Места воспоминаний. — М.: Жургазобъединение, 1938. — 48 с.
- Рассказы. — М.: Советский писатель, 1939. — 176 с.

### 1940-ві
- Актриса. Рассказы. — М.: Правда, 1940. — 48 с.
- Дорога на Запад. — М.: Гослитиздат, 1940. — 128 с.
- Говорят документы. — Казань: Советский писатель, 1941. — 40 с.
- Месть. — Чкалов: Чкаловск. изд., 1942. — 12 с.
- Земля. Рассказы. — М.: Правда, 1942. — 48 с.
- Зима 1941 года. — М.: Советский писатель, 1942. — 116 с.
- Подвиг. — Куйбышев: Обл. изд., 1942. — 72 с.
- Простая жизнь. — М.: Советский писатель, 1943. — 124 с.
- Изгнание. Роман. — М.: Советский писатель, 1947. — 323 с.
- Рассказы. — М.: Правда, 1947. — 40 с.
- Избранное. — М.: Советский писатель, 1948. — 356 с.

### 1950-ті
- Две жизни. Роман. — М.: Советский писатель, 1950. — 191 с.
- Рассказы. — М.: Правда, 1952. — 40 с.
- Свежий ветер. — М.: Советский писатель, 1952. — 384 с.
- Дальневосточные повести. — Хабаровск: Кн. изд., 1954. — 424 с.
- Рассказы. Повести. Воспоминания. — М.: Гослитиздат, 1954. — 592 с.
- Великий или Тихий. Роман. — М.: Гослитиздат, 1956. — 192 с.
- Далекий друг. Повесть и рассказы. — М.: Молодая гвардия, 1957. — 272 с.
- Старая яблоня. Рассказы. — М.: Правда, 1957. — 48 с.
- Люди и встречи. — М.: Советский писатель. 1957. — 159 с.
- Повести и рассказы. Избранное. — М.: Советский писатель, 1958. — 672 с.
- Ночные поезда. Рассказы 1956-1958 годов. — М.: Советский писатель, 1959. — 299 с.
- Слово о Чехове. К 100-летию со дня рождения. — М.: Знание, 1959. — 31 с.
- Друг народной песни [Краевед и собиратель русского песенного фольклора В. И. Симаков] / Сост., ред. В. Г. Лидин. — Калинин: Калининское книжное издательство, 1959. — 101 с.

### 1960-ті
- Леванти. Рассказы. — М.: Правда, 1960. — 48 с.
- Люди и встречи / 2-е изд., доп. — М.: Советский писатель, 1961. — 416 с.  (Зміст: От автора. — День в Сорренто[21]. — Павлов. — Алексей Толстой. — Силыч. — Малышкин. — Вересаев. — Н. Д. Телешов. — Лидия Сейфуллина. — М. Пришвин. — Об Александре Фадееве. — Юрий Олеша. — Александр Яковлев. — Серафимович. — Иван Новиков. — Вера Фигнер. — В. Гиляровский. — B. К. Арсеньев. — Трофим Борисов. — А. А. Игнатьев. — Мария Павловна Чехова. — Степан Писахов. — В. И. Симаков. — C. Поляков. — Художник Нестеров. — Качалов. — Л. М. Леонидов. — Старый книжник[22]. — А. Н. Тихонов (Серебров). — Собиратель поэтов[23]. — Н. И. Замошкин. — С. М. Михоэлс. — Россов. — Записки маркера. — Барбюс. — Ромен Роллан. — Нексе. — Стефан Цвейг. — Нурдаль Григ. — Жан-Ришар Блок. — Фридрих Вольф. — В доме Флобера. — На могиле Шекспира. — Домик Нащокина. — Сага о скандинавах.)
- Дорога журавлей. Рассказы. 1959-1961. — М.: Советский писатель, 1962. — 448 с.
- Друзья мои — книги. Заметки книголюба. — М.: Искусство, 1962. — 196 с.
- Повести и рассказы. — М.: Гослитиздат, 1963. — 433 с.
- Шум дождя. Рассказы. — М.: Советская Россия, 1963. — 127 с.
- О писательском деле. — М.: Советская Россия, 1963. — 71 с.
- Люди и встречи. — М., 1965.
- Сердца своего тень. Рассказы 1962-1964. — М.: Советский писатель, 1965. — 558 с.
- Друзья мои — книги. Заметки книголюба. — М., 1966.
- Три повести. — М., 1967.
- Собрание сочинений: в 3-х томах. Т.2. Рассказы 1962-1967. — К.: Художественная литература, 1967. — 696 с.
- Главы утра. Рассказы 1967-1968. — М.: Советский писатель, 1969. — 542 с.

### 1970-ті
- Прилёт птиц. Рассказы 1954-1961. — М.: Советский писатель, 1970. — 608 с. — 100 000 экз.
- Песня лодочников Рассказы. — М.: Современник, 1971. — 208 с. — 50 000 экз.
- Все часы времени. Рассказы 1968-1969. — М.: Современник, 1971. — 544 с.
- Все часы времени. Рассказы 1968-1969. — М.: Советский писатель, 1972. — 544 с.
- У художников. — М.: Искусство, 1972. — 143 с.
- Собрание сочинений: в 3-х томах. Т.1. — М.: Художественная литература, 1973. — 640 с.
- Собрание сочинений: в 3-х томах. Т.3. Рассказы 1967-1968. Люди и встречи. — М.: Художественная литература, 1974. — 720 с.
- Окно, открытоев сад: Рассказы 1972-1974. — М.: Московский рабочий, 1975 . — 336 с.
- Друзья мои-книги: Рассказы книголюба. — М.: Современник, 1976. — 381 с.
- Отражения звезд. Рассказы 1974-1976. — М.: Советский писатель, 1978. — 382 с.
- От Бретани до Пензы // Новый мир. — 1979. — № 6. — С. 64-67.

### 1980-ті
- Таяние снегов. Рассказы. — М.: Советский писатель, 1980. — 330 с.
- Люди и встречи. Страницы полдня. Мемуары — М.: Московский рабочий, 1980. — 272 с.
- Тальное [Архівовано 26 лютого 2022 у Wayback Machine.]// Чёрная книга / Под ред. Василия Гроссмана и Ильи Эренбурга. — Иерусалим: Издательство «Тарбут», 1980. — С. 36-37.

### Українські видання
- Люди землі і води. Оповідання. — Харків: Пролетарій, 1921. — 246 с.
- Далекий друг. Повість та оповідання. — К.:Видавництво художньої літератури «Дніпро», 1957. — 390 с.
- Стародавня повість. — К., 1960.
- Далекий друг. — К., 1966.

### Основні
- Бажинов І. Д. Лідін Володимир Германович [Архівовано 2 серпня 2021 у Wayback Machine.] // Енциклопедія Сучасної України: електронна версія [вебсайт] / гол. редкол.: І.М. Дзюба, А.І. Жуковський, М.Г. Железняк та ін.; НАН України, НТШ. Київ: Інститут енциклопедичних досліджень НАН України, 2006.
- Владимир Германович Лидин [Архівовано 16 липня 2021 у Wayback Machine.]// Русские советские писатели. Прозаики: Биобиблиографический указатель. — Ленинград: Публичная библиотека, 1964. — Т.2.Задорнов-Ляшко. — С. 744-779.
- Владимир Германович Лидин (1894-1979)// Лидин Вл. Таяние снегов. Рассказы. — М.: Советский писатель, 1980. — С. 4.
- Владимир Лидин [Архівовано 2 серпня 2021 у Wayback Machine.]// Большие пожары: роман 25 писателей. — М.: Книжный Клуб 36.6, 2009. — С. 318. — ISBN 978-5-98697-137-7
- Кипнис С. Е. Новодевичий мемориал: Некрополь Новодевичьего кладбища. — М.: Пропилеи, 1995. — С. 63. — ISBN 5-7354-0023-1
- Лидин Владимир Германович// Большая советская энциклопедия : в 30 т. / главн. ред. А. М. Прохоров. — 3-е изд. — М. : «Советская энциклопедия», 1969—1978. (рос.). — Т.14. Куна-Ломами. 1973. — С. 434. — 629 000 экз.
- Лидин Владимир Германович [Архівовано 15 грудня 2017 у Wayback Machine.]// Здобнов Н. В. Материалы для сибирского словаря писателей. Предварительный список поэтов, беллетристов, драматургов и критиков. Приложение к журналу «Северная Азия». — М., 1927. — С. 33.
- Лидин Владимир Германович [Архівовано 2 серпня 2021 у Wayback Machine.]// Писатели современной эпохи: Био-библиографический словарь русских писателей XX века. / Ред. Б.П. Козьмин. — М.: Гос. акад. худож. наук, 1928. — Т. 1. — С. 168.
- Лидин Владимир Германович// Советский энциклопедический словарь / Гл. ред. А. М. Прохоров; редкол.: А. А. Гусев и др. — Издание 4-е, испр. — М.: Советская Энциклопедия, 1987. — С. 710.
- Лидин Владимир // Электронная еврейская энциклопедия. (рос.)
- Радецька М. М. Лідін Володимир Германович [Архівовано 3 серпня 2021 у Wayback Machine.]// Українська радянська енциклопедія : у 12 т. / гол. ред. М. П. Бажан ; редкол.: О. К. Антонов та ін. — 2-ге вид. — К. : Головна редакція УРЕ, 1981. — Т. 6 : Куликів — Мікроклімат. — 552 с., [22] арк. іл. : іл., табл., портр., карти + 1 арк с. — С. 170.
- Лидин (Гомберг) Владимир Германович [Архівовано 26 лютого 2022 у Wayback Machine.]// Чёрная книга / Под ред. Василия Гроссмана и Ильи Эренбурга. — Иерусалим: Издательство «Тарбут», 1980. — С. 514-515.
- Лидин [Архівовано 25 серпня 2011 у WebCite]// Литературная энциклопедия: В 11 т. — Т.6. Ла Барт-Маркс / НИИ литературы и искусства ; Гл.ред. Анатолий Васильевич Луначарский ; Редкол.: Павел Иванович Лебедев-Полянский, Иван Людвигович Маца, Исаак Маркович Нусинов, Владимир Максимович Фриче . — М.: Советская энциклопедия, 1932. — С. 109.
- Муравьев Д. П. Лидин Владимир Германович [Архівовано 6 березня 2021 у Wayback Machine.]// Краткая литературная энциклопедия: В 9 т. — Т.4. Лакшин — Мураново / Гл. ред. А.А. Сурков. — М.: Советская энциклопедия, 1967. — 1024 стб.
- Об авторе [Архівовано 2 серпня 2021 у Wayback Machine.]// Лидин В. Г. Шум дождя. — М.:Советская Россия, 1963. — С. 2.
- Русское еврейство в зарубежье: статьи, публикации, мемуары и эссе / Сост., гл. ред. М. Пархомовский. — Иерусалим, 2002. — Т. 4 (9): Русские евреи во Франции: статьи, публикации, мемуары и эссе. Кн. 2: журнал в книге / Ред.-сост. М. Пархомовский, Д. Гузевич. — С. 206.
- LIDIN (Gomberg) VLADIMIR GERMANOVICH (1894– ) [Архівовано 3 серпня 2021 у Wayback Machine.]// Encyclopaedia Judaica. — Jerusalem: Encyclopaedia Judaica; [New York]: Macmillan, 1971. — Т.11. Lek-Mil. — С. 213. (англ.)

### Додаткові
- Владимир Лидин [Архівовано 3 серпня 2021 у Wayback Machine.]// Агурский М.С. Идеология национал-большевизма. — М.: Алгоритм, 2003. — С. 137.
- Владимир Лидин // Лежнев А. Литературные будни. — М., 1929.
- Дроздов А. Тема жизни. [Архівовано 2 серпня 2021 у Wayback Machine.] [Рецензия на сборник Вл. Лидина «Зима 1941 года»] // Новый мир. — 1942. — № 1—2. — С. 240-241.
- Золотницкий Д. Владимир Лидин. Дорога на Запад. [Рецензия] // Звезда. — 1941. — № 6. — С. 199-200.
- Милютина Д. Повесть о двух братьях [Архівовано 2 серпня 2021 у Wayback Machine.] [Рецензия на повесть Вл. Лидина «Далекий друг»] // Литературная газета. — 1956. — 15 травня. — С. 3.
- Наркевич А. Автоматы и суррогаты // Октябрь. — 1943. — № 11—12
- Усиевич Е. Рассказы Лидина // Литературное обозрение. — 1939. — № 17.
- Федосеев Г. Творчество Владимира Лидина [Архівовано 27 травня 2020 у Wayback Machine.]// Новый мир. — 1936. — № 10. — С. 192-206.
- Хованская А. «Зима 1941 года». [Рецензия] // Знамя. — 1942. — № 5—6
- Чарный М. Люди и встречи // Октябрь. — 1958. — № 4.
- Человек на ловитве (О Владимире Лидине) // Горбов Д. А. Поиски Галатеи: Статьи о литературе. — М.: Федерация, 1929. — 297 с.
- Шкловский В. О пользе личных библиотек и о пользе собирания книг в первых изданиях в частности [Архівовано 3 серпня 2021 у Wayback Machine.]// Новый мир. — 1959. — № 10. — С. 265-268.
- Яранцев Б. Зачем собирают книги? // Вопросы литературы. — 1963. — № 8. — С. 230-231.